# سالتو، بوئنوس آیرس
سالتو شهری در استان بوئنوس آیرس ، آرژانتین است. این شهر مرکز استان سالتو پارتیدو است. سالتو یک جامعه کشاورزی است که رودخانه ای از آن می گذرد و برخی از بهترین مزارع استان را در خود جای داده است. محصولات اصلی آن سویا، ذرت و سورگوم است. همچنین دارای چند کارخانه مهم مانند گروپو آرکور، پایونیر های برد است.